# Amtsgericht Schmiegel
Das Amtsgericht Schmiegel war ein preußisches Amtsgericht mit Sitz in Schmiegel (Provinz Posen).

## Geschichte
Das königlich preußische Amtsgericht Schmiegel wurde mit Wirkung zum 1. Oktober 1879 als eines von sieben Amtsgerichten im Bezirk des Landgerichtes Lissa im Bezirk des Oberlandesgerichtes Posen gebildet. Der Sitz des Gerichtes war Schmiegel. Sein Gerichtsbezirk umfasste den Stadtbezirk Schmiegel und die Polizeidistrikte Ost-Schmiegel und West-Schmiegel aus dem Kreis Kosten. Am Gericht bestanden 1880 zwei Richterstellen. Das Amtsgericht war damit ein mittelgroßes Amtsgericht im Landgerichtsbezirk. Der Amtsgerichtsbezirk kam aufgrund des Versailler Vertrages 1919 zu Polen, und das Amtsgericht stellte seine Arbeit ein. An seine Stelle trat das polnische Sąd Powiatowy w Śmiglu. Im Jahre 1939 wurde Polen deutsch besetzt. Im Rahmen der Neuorganisation der Gerichte in Ostdeutschland und im ehemaligen Polen wurden das Amtsgericht Schmiegel neu gebildet und erneut dem Landgericht Lissa zugeordnet.
Im Jahre 1945 wurde der Amtsgerichtsbezirk unter polnische Verwaltung gestellt, und die deutschen Einwohner wurden vertrieben. Damit endete auch die Geschichte des Amtsgerichtes Schmiegel.